# Algophilus
Algophilus lathridioides es una especie de coleóptero de la familia Haliplidae, la única especie del género Algophilus.
Habíta en partes de Sudáfrica.

## N fmEnlaces externos
- Esta obra contiene una traducción  derivada de «Algophilus» de Wikipedia en inglés, publicada por sus editores bajo la Licencia de documentación libre de GNU y la Licencia Creative Commons Atribución-CompartirIgual 4.0 Internacional.

- Datos: Q1990120
- Especies: Algophilus